# Завулон (персонаж)

Виктор Вержбицкий в роли Завулона

Завулон — персонаж романов Сергея Лукьяненко «Ночной дозор», «Дневной дозор», «Сумеречный дозор», «Последний дозор», «Новый дозор», «Шестой дозор» и фильмов «Ночной дозор» и «Дневной дозор» режиссёра Тимура Бекмамбетова — Высший Тёмный Иной, маг, глава Московского отделения Дневного Дозора. 

## Описание персонажа
Точный возраст неизвестен (не менее двух тысяч лет), выглядит на тридцать-сорок лет, но выдаёт взгляд. Завулон крайне прагматичен, при этом люди и Иные для него — расходный материал, в том числе: и сотрудники, и любовницы (молоденькие ведьмы). Известен в кругу друзей как Артур («Лик Чёрной Пальмиры»). Сумеречный облик — классический демон: «Тело его изменилось, приобретая классические признаки демона — тусклая чешуя вместо кожи, неправильная форма черепа, поросшего вместо волос какой-то свалявшейся шерстью, узкие глаза с вертикальными зрачками. Болтался гипертрофированный член, с копчика свисал короткий раздвоенный хвост» .Является биологическим дедом Антона Городецкого и биологическим прадедом Надюшки. Ведьма Арина даёт Завулону убийственную характеристику: подлец и интриган, каких мало даже среди Тёмных, а до чего украинцев и прибалтов не любит: таскают ему каштаны из огня украинцы, как в «Лике Чёрной Пальмиры», а подставить кого, так непременно прибалта, как Эдгара в «Дневном Дозоре». А с подружками ни с одной больше десяти лет не жил, что не мешает юным глупышкам тянуться к нему вереницей. Тем не менее, какое-то благоволение биологическому внуку Завулон выказывает, а методы Ямайца и деятельность секты Чёрных(«Лик Чёрной Пальмиры») даже у бывалого и циничного Завулона вызвали тошноту — «одиночке и психу» Ямайцу на вопрос, неужели Завулон союзничает со Светлыми, тот отвечает: «Лучше со Светлыми, чем с тобой».

## Этимология
Имя «Завулон» взято Лукьяненко из Ветхого Завета, где тот был одним из двенадцати сыновей Иакова и последним из шести сыновей, рождённых Лией. В песне Деворы из Ветхого Завета говорится: «Завулон — народ, обрекший душу свою на смерть».

## Роль в фильмах
В фильмах «Ночной дозор» и «Дневной дозор» роль Завулона исполняет Виктор Вержбицкий.
Если визуализация Гесера — советский чиновник, то Завулон — «новый русский»
В фильме Завулон, превращаясь в демона, вытаскивал из спины позвоночник, превращающийся в меч (есть мнение, что это отсылка к «Звездным войнам»).
Завулон, который постоянно играет в компьютерные игры, в то же время сам является автором и участником интриги — игры.
В фильмах образ Завулона почти не совпадает с образом в книгах, — что, впрочем, относится и к остальным персонажам.

## Научная библиография
- Радченко Д. А. Сетевой фольклор как способ осмысления актуальной реальности (недоступная ссылка) //Folk-art-net: новые горизонты творчества. От традиции — к виртуальности. Сборник статей. М.: ГРЦРФ, 2007. С. 63-75.
- М. В. Шутова, О. Ткаченко. Взаимодействие массовой и элитарной культур (на примере анализа фильма «Ночной дозор») // Осенняя школа — 2005.Фольклорный текст и обряд.
- Христофорова, Ольга Борисовна. О магах, маглах и дозорах: новые старые социальные мифы // Миф в фольклорных традициях и культуре новейшего времени. (Чтения по истории и теории культуры. Вып. 57). М.: РГГУ, 2009. С. 35-48.